# NGC 585
إن جي سي 585 (بالألمانية: NGC 585) التي يرمز لها بالرمز NGC 585، هي مجرة، في كوكبة قيطس.

## الاكتشاف
اكتشفت في 20 ديسمبر 1827، بواسطة جون هيرشل.